# Santuario de Tres Pozos
Santuario de Tres Pozos é um município rural e aldeia na Província de Jujuy, na Argentina.